# عمو نوروز
عمو نوروز المعروف أيضًا باسم بابا نوروز (بالفارسية: عمونوروز) هو شخصية خيالية وأسطورية في الفلكلور الإيراني، وبحسب الأسطورة فهو يأتي في بداية الربيع بمناسبة رأس السنة الإيرانية أو عيد نوروز ويقوم بتوزيع الهدايا في الليل للأطفال برفقة صديقه الحاج نوروز، وبحسب المؤرخين فهو يرمز إلى زال، والد رستم، بطل شاهنامه.
عشية الإعتدال الربيعي، عندما يتم الاحتفال بالسنة الإيرانية الجديدة في القارة الثقافية الإيرانية من ألبانيا من الغرب إلى غرب الصين من الشرق، يقدم عمو نوروز الهدايا للأطفال، مثل نظيره سانتا كلوز، فعمو نوروز متزوج بالفعل من نان سارما وفي كل سنة يلتقيان في هذه المناسبة.
يتميز عمو نوروز بأنه رجل عجوز ذو شعر فضي يرتدي قبعة من اللباد، وله عصا للمشي، وعباءة طويلة من القماش الأزرق، ووشاح وزوج من النعل الرفيع، وبنطلون من الكتان.

## عمو نوروز ونان سارما
قصة عمو نوروز ونان سارما هي قصة رمزية للانتقال من عام للآخر، وبحسب الأسطورة فإن نان سارما تكون زوجة عمو نوروز وتكون امرأة عجوزة ولكن لا يمكنها رؤيته إلا في ليلة رأس السنة الإيرانية في كل عام، وبعد ذلك تتركه وتذهب في طريقها حتى العام التالي.
تقول نسخة أخرى من هذه القصة أو الأسطورة أنه في أول أيام الربيع من كل عام، تتوقع نان سارما أن يأتي عمو نوروز لزيارتها ولكن قبل أن يأتي تغفو من الإرهاق وعندما تستيقظ تدرك أن عمو نوروز قد جاء وذهب، ولقد قيل أيضًا أنه إذا رأى الاثنان بعضهما البعض فسيتم تدمير العالم.
ومثل بابا نويل تمامًا، فيسافر عمو نوروز إلى جميع أنحاء العالم ليقدم الهدايا للأطفال وتكون نان سارما في إنتظاره وتستيقظ في وقت مبكر من الاعتدال وتقوم بتجهيز منزلها وطاولتها وتقوم بإعداد الطعام ولكنها تغفو قبل وصول عمو نوروز مباشرة، وعند وصول عمو نوروز الذي يعرف بماذا حصل، يقوم عمو نوروز بتناول بعض الطعام التي أعدته نان سارما من أجله ولا يقوم بايقاظها من نومها لعلمه بتعبها، وبعد أن ينتهي من تناول الطعام يقوم بتقديم الأزهار لها كهدية ويذهب لمواصلته رحلته الطويلة، عندما يلمس الفجر وجه نان سارما، تستيقظ لتدرك أنها فاتتها رؤية عمو نوروز مرة أخرى. تتكرر الدورة كل عام وتقوم نان سارما بإنتظار عمو نوروز كل ربيع.